# Kostel svatého Jana (Stari Grad)
Kostel svatého Jana (chorvatsky Crkva svetog Ivana, italsky La capella San Giovanni) je kostel, který se nachází na chorvatském ostrově Hvar, ve městě Stari Grad. Přesněji je situován na jihovýchodním rohu původního historického jádra starověkého města Pharos (Arheološka baština Starogo Grada). Původem je nejspíše z 5. až 6. století. Kostel je kulturní statek Chorvatské republiky.

## Historie

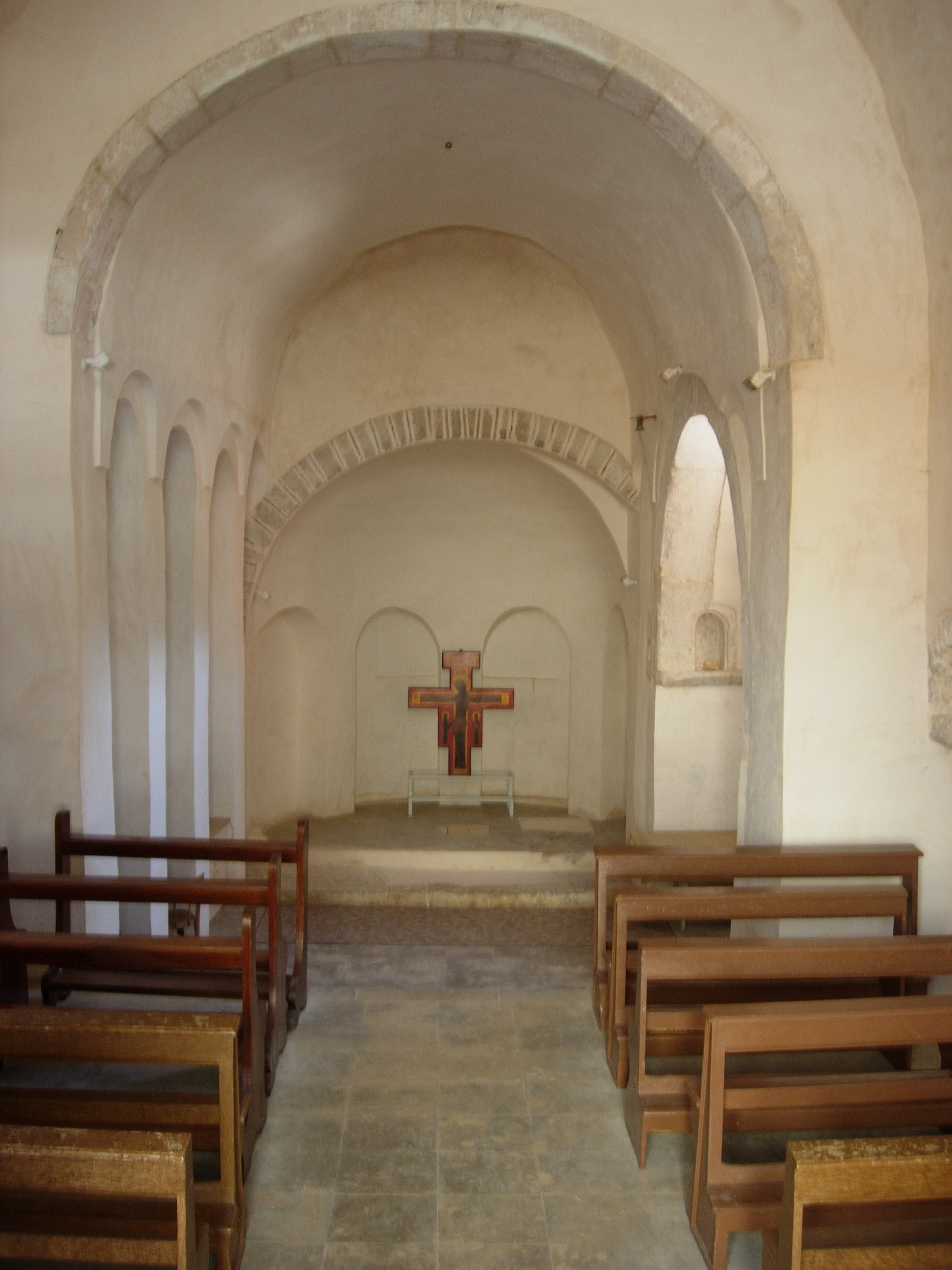
Interiér Kostela svatého Jana (Stari Grad)

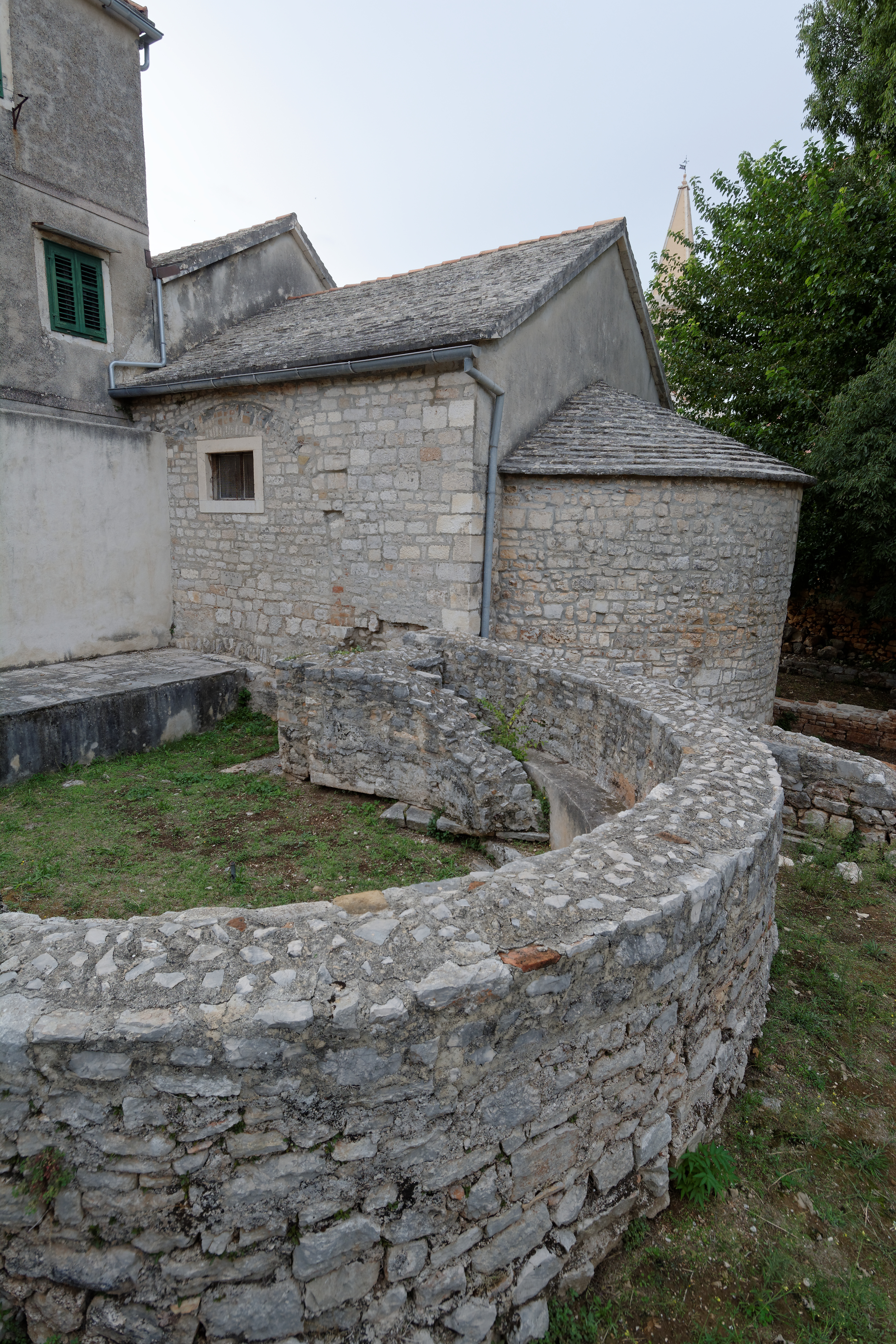
Pohled od jihovýchodu, v popředí jsou patrné zbytky apsidy sousedního raně křesťanského kostela, zbořeného v roce 1906

První církevní objekt se na tomto místě nacházel v době raného křesťanství a sama nevznikla na zelené louce, ale na starší stavbě. Archeologické průzkumy odhalily apsidu prvního kostela, který později nahradil nový kostel s křtitelnicí na jižní straně. Severně od budovy původního kostela byl zbudován ještě jeden, obě stavby byly spojeny, a vznikla tak dvoulodní bazilika. Současný kostel představuje novější severní část baziliky. Původně byla zasvěcena Panně Marii a sv. Janu byla zasvěcena druhá, starší polovina stavby. Starší část baziliky byla zbourána na počátku 20. století. V roce 1906 se rozpadly zdi původního kostela a bylo proto rozhodnuto o jeho demolici. Kostel po svém dokončení ve středověku sloužil jako sídlo místního biskupství a plnil tak roli první katedrály na Hvaru.
Původní zdi kostela byly zachovány až do výšky původně raně románského stylu. Součástí původně zachovaného zdiva je i půlkruhová apsida s mohutným obloukem. Uvnitř má apsida slepé oblouky, které jsou rovněž prvkem raně křesťanské architektury. Na jižní zdi kostela se nacházejí vrata, která spojovala oba původní kostely. Podlaha západní části presbytáře je tvořena mozaikami s geometrickými motivy. Z původní bariéry před oltářem se dochovaly pouze základy, které byly vytesány do antických zdí. V průčelí kostela se nacházejí barokní vrata a čtyřúhelníková okna. Nad portálem se nachází gotická rozeta, na vrchu průčelí potom malá zvonice. Na severní straně byla dobudována nová vrata s gotickými architektonickými prvky.
Starší jižní kostel byl jednolodní stavbou, která vznikla na místě ještě starší svatyně. Měl rovněž půlkruhovou apsidu. V prostoru presbytáře byly podlahy tvořeny mozaikou. V apsidě se nacházela mozaika s obrazem řecké nádoby kantarosu s pijícími holubicemi. Na bočních stranách apsidy se nacházely dvě mozaiky se stejným motivem a vinnými hrozny. Jednalo se o tradiční raně křesťanské motivy, které se nacházejí v kostelích z téže doby v celé oblasti Středomoří.
Konzervační práce na kostele byly zahájeny v roce 1979 a trvají s přestávkami[zdroj?] dodnes. Bylo např. nezbytné v prostoru apsidy odstranit staletí různých nánosů a odhalit tak nejstarší části stavby. Archeologické průzkumy odhalily některé církevní artefakty, z nichž nejstarší pocházejí původem z 6. století. n. l. V roce 2014 se část stavby zřítila. a o dva roky později byla vypsána veřejná soutěž na obnovu historické památky.